# Tartre-Gaudran
Tartre-Gaudran – miejscowość i gmina we Francji, w regionie Île-de-France, w departamencie Yvelines.
Według danych na rok 1990 gminę zamieszkiwało 27 osób, a gęstość zaludnienia wynosiła 6 osób/km² (wśród 1287 gmin regionu Île-de-France Tartre-Gaudran plasuje się na 1080. miejscu pod względem liczby ludności, natomiast pod względem powierzchni na miejscu 715.).